# Parque Estadual de Águas Quentes
Parque Estadual de Águas Quentes är en park i Brasilien.   Den ligger i kommunen Santo Antônio do Leverger och delstaten Mato Grosso, i den centrala delen av landet, 800 km väster om huvudstaden Brasília. Parque Estadual de Águas Quentes ligger 485 meter över havet.
Terrängen runt Parque Estadual de Águas Quentes är kuperad. Trakten runt Parque Estadual de Águas Quentes är nära nog obefolkad, med mindre än två invånare per kvadratkilometer..
Omgivningarna runt Parque Estadual de Águas Quentes är huvudsakligen savann.